# Babesia
Genre
Babesia, ou Nuttallia, est un genre de parasites apicomplexes à l'origine de la babésiose. Ce parasite infecte les globules rouges chez de nombreux hôtes de l'embranchement des Chordés et est transmis par des tiques.

## Historique
Découverts à l'origine par le bactériologiste roumain Victor Babeș en 1888, plus de 100 espèces de Babesia ont depuis été identifiées,.

## Pathologie
Les espèces de Babesia infectent les animaux vertébrés sauvages ou domestiques — et parfois les humains — provoquant la babésiose,. Aux États-Unis, Babesia microti (en) est la souche la plus courante parmi les rares qui sont documentées comme causant des maladies chez l'humain.

## Liste des espèces
- Babesia annae
- Babesia ardeae
- Babesia behnkei
- Babesia bennetti
- Babesia bicornis
- Babesia bigemina
- Babesia bovis
- Babesia caballi
- Babesia canis
  - Babesia canis canis
  - Babesia canis rossi
  - Babesia canis vogeli
- Babesia capreoli
- Babesia conradae
- Babesia crassa
- Babesia divergens
- Babesia duncani
- Babesia felis
- Babesia gibsoni
- Babesia hongkongensis
- Babesia kiwiensis
- Babesia lengau
- Babesia leo
- Babesia major
- Babesia microti
- Babesia motasi
- Babesia muratovi
- Babesia occultans
- Babesia odocoilei
- Babesia orientalis
- Babesia ovata
- Babesia ovis
- Babesia pecorum
- Babesia peircei
- Babesia poelea
- Babesia rodhaini
- Babesia ugwidiensis
- Babesia vesperuginis
- Babesia vitalii
- Babesia vulpes
- Babesia vulpres